# Aprendiendo a amar
Aprendiendo a amar é uma telenovela mexicana produzida por Ernesto Alonso para a Televisa e exibida pelo Canal de las Estrellas entre 21 de julho de 1980 e 24 de abril de 1981.
Foi protagonizada por Susana Dosamantes e Ernesto Alonso e antagonizada por Erika Buenfil e Susana Alexander.

## Enredo
César Peñaranda é um milionário que, apesar de ter tudo para ser feliz, não é. Ele se da conta de que em sua sede de acumular fortuna, perdeu os melhores anos de sua vida. César está casado com Cristina, una mulher neurótica e complexada, que a causa da depressão que padece se ha feito obesa e feia. Ambos tem duas filhas: Jimena, jovem dedicada e generosa que faz a um lado sua posição social para ajudar aos más necessitados em seu labor de doutora na Clínica Montes; e Natalia, jovem caprichosa que manipula a sua família com um falso problema cardíaco.
A vida de César dará um giro quando apareça em sua vida a doutora Teresa Ibáñez, quem também trabalha na clínica Montes. César por fim sente que a vida lhe está dando una segunda oportunidade no amor, pero Teresa tem seus próprios problemas: carrega com ela a dor de ter seu pai na cadeia, e seu noivo, um oportunista descarado a abandona para fugir com outra mulher deixando-a grávida. Teresa enfrenta a difícil tarefa de criar sozinha a seu filho. No entanto, perde o bebé. Em seu desespero e tristeza, finalmente encontrará consolo nos braços de César. Por sua vez, Cristina se une a Amanda Montes para destruir a boa reputação de César na clínica. Teresa e César encontrarão o amor ao final das más jogadas que lhes presenta o destino.

## Elenco
- Susana Dosamantes - Teresa Ibáñez
- Ernesto Alonso - César Peñaranda
- Susana Alexander - Cristina de Peñaranda
- Lupita D'Alessio - Jimena Peñaranda
- Erika Buenfil - Natalia Peñaranda
- Raymundo Capetillo - Hugo
- Tony Bravo - Adrián
- Columba Domínguez - Carmelita
- Héctor Sáez - Ricardo Ibáñez
- Miguel Macía - Pedro Ibáñez
- Mercedes Pascual - Amanda Montes
- Carlos Bracho - Alfredo
- Miguel Manzano - Mario Plaza
- Flor Trujillo - Susy del Río
- Fabio Ramírez - Walter Simpson
- Celia Manzano - Lupe
- Ricardo Martí - Alejandro
- Francisco Avendaño - Enrique del Pozo